# Переход Фредерикса
Переход Фредерикса, или эффект Фредерикса, — переход из конфигурации с однородным директором (единичным вектором, задающим ориентацию оптической оси жидкого кристалла) в конфигурацию с деформированным директором при приложении достаточно сильного магнитного или электрического поля. Этот переход не является фазовым переходом, так как в любой точке в жидком кристалле степень упорядоченности молекул относительно друг друга остается неизменной. Ниже определенного порогового значения поля директор остается недеформированным. Когда значение поля постепенно возрастает от порогового значения, директор начинает закручиваться вокруг направления поля до тех пор, пока не выстроится с ним в одном направлении. Таким образом, переход Фредерикса может происходить в трех разных конфигурациях, известных как геометрия кручения, геометрия продольного изгиба, геометрия поперечного изгиба. Первыми этот переход наблюдали В. К. Фредерикс и Репьева в 1927 году.  Название предложил нобелевский лауреат по физике Пьер-Жиль де Жен.

## Использование

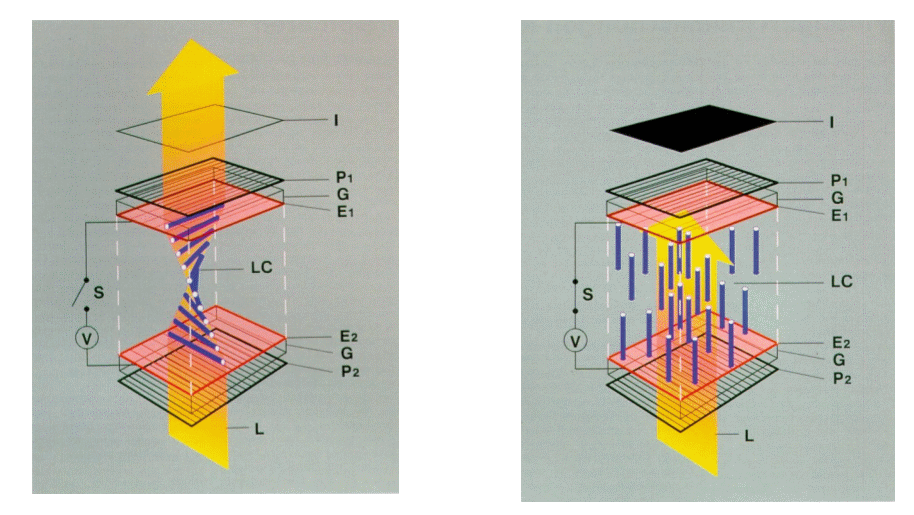
Пример использования эффекта Фредерикса в жидкокристаллических дисплеях. LC — жк-молекулы, I — изображение, G — стеклянная пластина; E — электрод, Р — поляризатор

Переход Фредерикса широко используется в жидкокристаллических дисплеях портативных устройств с батарейным питанием, таких как калькуляторы и наручные часы. Каждый пиксель такого дисплея содержит ячейку с жидким кристаллом, ориентированным определенным образом благодаря поверхностным силам (левый рисунок). Приложение напряжения к такой ячейке меняет ориентацию молекул в промежутке между поверхностями (правый рисунок). В результате меняется оптическая активность ячейки, а, следовательно, её способность пропускать поляризованный свет, создавая возможность для отображения желаемой информации.

## Вывод соотношений

### Геометрия кручения
Если нематический жидкий кристалл, ограниченный двумя параллельными пластинами, которые ориентируют директор параллельно пластинам, помещается в достаточно сильное постоянное электрическое поле, то директор будет искажаться. Если при нулевом поле директор направлен вдоль оси x, то при приложении электрического поля вдоль оси y, он будет описываться формулами:
{\displaystyle \mathbf {\hat {n}} =n_{x}\mathbf {\hat {x}} +n_{y}\mathbf {\hat {y}} }
{\displaystyle n_{x}=\cos {\theta (z)}}
{\displaystyle n_{y}=\sin {\theta (z)}}.
При этих условиях плотность свободной энергии Франка записывается в виде:
{\displaystyle {\mathcal {F}}_{d}={\frac {1}{2}}K_{2}\left({\frac {d\theta }{dz}}\right)^{2}}
Полная энергия искажения и электрического поля на единицу объема:
{\displaystyle U={\frac {1}{2}}K_{2}\left({\frac {d\theta }{dz}}\right)^{2}-{\frac {1}{2}}\epsilon _{0}\Delta \chi _{e}E^{2}\sin ^{2}{\theta }}
Тогда свободная энергия на единицу площади:
{\displaystyle F_{A}=\int _{0}^{d}{\frac {1}{2}}K_{2}\left({\frac {d\theta }{dz}}\right)^{2}-{\frac {1}{2}}\epsilon _{0}\Delta \chi _{e}E^{2}\sin ^{2}{\theta }\,dz}
Минимизируя её, получаем:
{\displaystyle \left({\frac {\partial U}{\partial \theta }}\right)-{\frac {d}{dz}}\left({\frac {\partial U}{\partial \left({\frac {d\theta }{dz}}\right)}}\right)=0}
{\displaystyle K_{2}\left({\frac {d^{2}\theta }{dz^{2}}}\right)+\epsilon _{0}\Delta \chi _{e}E^{2}\sin {\theta }\cos {\theta }=0}
Переписывая через {\displaystyle \zeta ={\frac {z}{d}}} и {\displaystyle \xi _{d}=d^{-1}{\sqrt {\frac {K_{2}}{\epsilon _{0}\Delta \chi _{e}E^{2}}}}} где {\displaystyle d} расстояние между двумя пластинами, получаем:
{\displaystyle \xi _{d}^{2}\left({\frac {d^{2}\theta }{d\zeta ^{2}}}\right)+\sin {\theta }\cos {\theta }=0}
Умножая обе стороны дифференциального уравнения на {\displaystyle {\frac {d\theta }{d\zeta }}}, упрощаем это уравнение:
{\displaystyle {\frac {d\theta }{d\zeta }}\xi _{d}^{2}\left({\frac {d^{2}\theta }{d\zeta ^{2}}}\right)+{\frac {d\theta }{d\zeta }}\sin {\theta }\cos {\theta }={\frac {1}{2}}\xi _{d}^{2}{\frac {d}{d\zeta }}\left(\left({\frac {d\theta }{d\zeta }}\right)^{2}\right)+{\frac {1}{2}}{\frac {d}{d\zeta }}\left(\sin ^{2}{\theta }\right)=0}
{\displaystyle \int {\frac {1}{2}}\xi _{d}^{2}{\frac {d}{d\zeta }}\left(\left({\frac {d\theta }{d\zeta }}\right)^{2}\right)+{\frac {1}{2}}{\frac {d}{d\zeta }}\left(\sin ^{2}{\theta }\right)\,d\zeta \,=0}
{\displaystyle {\frac {d\theta }{d\zeta }}={\frac {1}{\xi _{d}}}{\sqrt {\sin ^{2}{\theta _{m}}-\sin ^{2}{\theta }}}}
Величина {\displaystyle \theta _{m}} — значение {\displaystyle \theta } при {\displaystyle \zeta =1/2}. Вводим {\displaystyle k=\sin {\theta _{m}}} и {\displaystyle t={\frac {\sin {\theta }}{\sin {\theta _{m}}}}} и интегрируем по {\displaystyle t} от 0 до 1:
{\displaystyle \int _{0}^{1}{\frac {1}{\sqrt {(1-t^{2})(1-k^{2}t^{2})}}}\,dt\,\equiv K(k)={\frac {1}{2\xi _{d}}}}
Величина K(k) есть полный эллиптический интеграл первого рода. Учитывая, что {\displaystyle K(0)={\frac {\pi }{2}}} получаем пороговое значение поля {\displaystyle E_{t}}.
{\displaystyle E_{t}={\frac {\pi }{d}}{\sqrt {\frac {K_{2}}{\epsilon _{0}\Delta \chi _{e}}}}}